# Julia Großner
Julia Großner (Weimar, RDA, 4 de mayo de 1988) es una deportista alemana que compite en voleibol, en la modalidad de playa. Ganó una medalla de oro en el Campeonato Europeo de Vóley Playa de 2017.

## Palmarés internacional
| Campeonato Europeo | Campeonato Europeo | Campeonato Europeo | Campeonato Europeo |
| Año                | Lugar              | Medalla            | Pareja             |
| ------------------ | ------------------ | ------------------ | ------------------ |
| 2017               | Jūrmala (Letonia)  | Medalla de oro     | Nadja Glenzke      |